# Sherri Stonerová
Sherri Lynn Stonerová, nepřechýleně Stoner (* 16. července 1959 Santa Monica, Kalifornie), je americká herečka a animátorka. Je známá pro svou hlasovou roli Slappy Squirrel v seriálu Animáci.

## Biografie
Věnuje se převážně animaci. Je autorkou a producentkou animovaných pořadů Tiny Toon Adventures a Animáci z 90. let. Pravděpodobně nejvíce ji proslavila role v seriálu Animáci, kde vytvořila a namluvila Slappy Squirrel, nevrlou kreslenou veverku. Žije a pracuje v Los Angeles.
Společně s Deannou Oliverovou se podílela na filmu Casper, i na jeho pokračování z roku 1996 (Casper the Friendly Ghost, známého také jako The Spooktacular New Adventures of Casper). Společně s Oliverovou vytvářely pro Walt Disney Pictures Můj nejoblíbenější marťan (My Favorite Martian), který vychází z původního televizního seriálu ze 60. let.
Sloužila také jako referenční modelka animace pro postavy Ariel v Disneyho Malé mořské víle a Belle ve filmu Krásce a zvíře.
V hraných televizních dílech představovala Rachel Brown Olesonovou v 9. sezóně Little House on the Prairie, vystupovala též v seriálu To je vražda, napsala a filmu Knots Landing. Spolupracovala s Tomem Rueggerem jako editorka příběhu pro film 7T (The 7D) od společnosti Disney.
Na velkém plátně hrála po boku Wendy O. Williamsové v oblíbeném kultovním filmu Dívčí nápravná škola (Reform School Girls) z roku 1986. Byla také členkou improvizačního souboru The Groundlings v Los Angeles.